# Prikubanski (Novomixàstovskaia)
|  | Per a altres significats, vegeu «Prikubanski». |

Prikubanski - Прикубанский (rus) - és un khútor del krai de Krasnodar, a Rússia. Es troba a la riba dreta del riu Kuban, davant de Iekaterínovski, a 35 km al sud-est de Poltàvskaia i a 41 km a l'oest de Krasnodar. Pertany a l'stanitsa de Novomixàstovskaia.